# Епископ ердељски Гедеон
Гедеон Никитић (Будим, 1736 — Рашинари, 20. новембар 1788) је био први епископ обновљене Ердељске епархије.

## Биографија
Гедеон Никитић је рођен 1736. године у Будиму, у српској породици, тадашња Хабзбуршка монархија. Рукоположен је за ђакона и презвитера и потом рукоположен у протопрезвитера од стране епископа будимског Дионисија Новаковића. Пошто је постао удовац, замонашен је у манастиру Раковцу 18. јула 1775. године од митрополита карловачког Вићентија Јовановића Видака, у присуству епископа бачког Арсенија Радивојевића. Исте године је рукоположен за архимандрита манастира Шишатовац на Фрушкој гори. Почетком 1783. постављен је за викара буковинског епископа Досифеја Харескуа.

### Епископ ердељски
Током више деценија Ердељ је био поприште безпоштедне борбе за вернике коју је водила католичка црква у настојању да поунијати православно румунско становништво. Ово је почело после укључивања Ердеља у аустријске наследне земље, када је укинута Ердељска православна епархија. Карловачка митрополија је покушавала да се супротстави унијаћењу православних Румуна. Тако је 1761. године постављен ердељски епископ администратор српског порекла. Он није зависио од Карловачке митрополије, већ је био директно одговоран влади у Бечу. Реформе. које је по ступању на престо спроводио цар Јозеф II, измениле су став према православном становништву. Томе је доприео Едикт о верској толеранцији, којим је забрањено прогањање становништва из верских побуда. Ово се позитивно одразило на положај православних Румуна у Ердељу, тако да је Ердељска епархија 1783. дошла у повољнији положај стављањем под јурисдикцију Карловачке митрополије.
На препоруку митрополита карловачког Мојсија Путника и упркос противљењу католичких и унијатских ердељских епископа, цар Јозеф II издаје 6. новембра 1783. године указ којим именује Гедеона Никитића за епископа ердељског. Његово устоличење је обављено 1. јула 1784. године у Сибињу, а за своју резиденцију одабрао је место Рашинари поред Сибиња. Никитић је епархију уредио према орагнизацији српских епархија у Карловачкој митрополији. Он је преузео делотворне мере за интевизирање црквеног живота и јачање дисциплине, извршио је ревизију епархије, а као резултат тога побројано је 120.552 православних породица. Почетком 1786. епархија је подељена на 31 деканат (протопопијат) који је обухватао 981 парохију. Од 19. маја 1787. до 20. јуна 1788. Никитић је обилазио епархију, упознавао се са стањем у парохијама, састајао се са свештеницима и деканима, упућивао их на бригу о пастви, а посебну пажњу је посветио обучавању будућих свештеника. Сваки свештеник, по његовом наређењу из 1784. године, морао је бити писмен, познавати катихизис и црквено појање. Он је предложио оснивање богословије, али Бечки двор није прихватио његов предлог. У Сибињу су 1786. отворени педагошки течајеви за будуће учитеље, где су се школовали и свештеници. Никитић је сахрањен у цркви Свете Петке у Рашинарима, а његова имовина је искоришћена за изградњу цркве у Сибињу и оснивање фонда за помоћ сиромашним свештеницима.